# Tarachodes sanctus
Tarachodes sanctus är en bönsyrseart som beskrevs av Henri Saussure 1871. Tarachodes sanctus ingår i släktet Tarachodes och familjen Tarachodidae.

## Underarter
Arten delas in i följande underarter:
- T. s. kibwezianus
- T. s. sanctus